# بیککولوو (شهرستان بیژبولیاکسکی، باشقیرستان)
بیککولوو (انگلیسی: Bikkulovo, Bizhbulyaksky District, Republic of Bashkortostan) یک شهرک در شهرستان بیژبولیاکسکی باشقیرستان کشور روسیه است.